# 笠信太郎

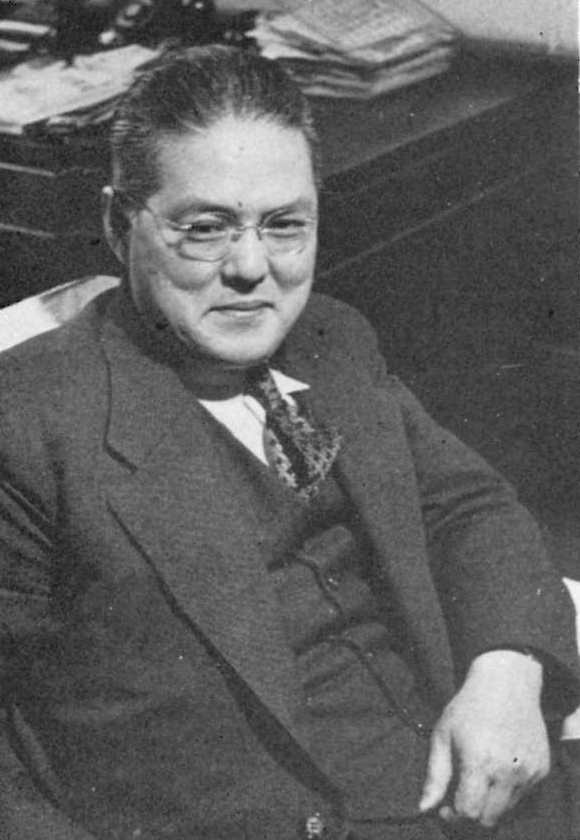
笠信太郎

笠 信太郎（りゅう しんたろう、1900年〈明治33年〉12月11日 - 1967年〈昭和42年〉12月4日）は、日本のジャーナリスト。社長不在時代の朝日新聞で常務取締役論説主幹を務め、信夫韓一郎、永井大三とトロイカ体制をしき、60年安保では最初から日米新安保条約への改定に賛成して、反米親ソの安保反対陣営から激しく攻撃された。また、昭和研究会メンバーなども務め、政界のフィクサーや、ある説ではCIA協力者としても活動した。

## 経歴
化粧品店を営む笠与平・峯子の長男として、福岡市上土居町（現・博多区店屋町）に生まれる。幼名は与三郎。1918年福岡県立中学修猷館（現・福岡県立修猷館高等学校）を経て、1925年9月東京商科大学（現・一橋大学）本科を卒業。1926年同研究科を退学する。三浦新七ゼミ出身。マルクス経済学者の杉本栄一は大学予科時代からの友人で、後年兼松講堂で行われた杉本の一橋大学大学葬では弔辞を読んだ。
1928年4月大原社会問題研究所研究助手、1931年同研究員を経て、大内兵衛が朝日新聞社主筆で中学・大学の先輩でもある緒方竹虎に推薦して、1936年1月朝日新聞社に入社し、同年9月論説委員となる。同じく朝日新聞社論説委員の佐々弘雄や記者の尾崎秀実らとともに近衛文麿のブレーン組織「昭和研究会」に参加してその中心メンバーの一人となり、近衛を取り巻く朝食会（水曜会）のメンバーともなった。
昭和研究会には稲葉秀三や勝間田清一ら企画院の革新官僚とソ連スパイ尾崎秀実をはじめとする転向左翼ら所謂「国体の衣を着けたる共産主義者（近衛上奏文）が結集しており、彼らはマルクス主義に依拠して戦争を利用する上からの国内革新政策の理念的裏付けを行い、国家総動員法の発動を推進し、近衛新体制生みの親として大政翼賛会創設の推進力となった。
笠は昭和研究会の東亜政治研究会委員、東亜経済ブロック研究会委員、文化問題研究会委員、政治動向研究会委員、経済情勢研究会委員を務め、1939年12月に笠が出版した『日本経済の再編成』（中央公論社）は、国家総動員法の広汎な発動により日本経済を自由主義的市場経済から公益優先主義的計画経済に移行させる第二次近衛内閣の経済新体制の理論的支柱となった。
笠は、日本経済の再編成の中で、第三次近衛声明後の我が国の軍事行動は、「治安工作と並行して抗日勢力の徹底的破砕を目指して進められねばならぬ」と主張し、企業が利潤確保の為やむを得ず闇市場に物資を流し闇価格を高騰させ或いは商品の品質や労働者の待遇条件を落とすこと等、政府の物資統制や戦時インフレ抑止政策が発生させる様々な弊害の除去に藉口して、物資のみならず企業の利潤および経営にまで統制の範囲を拡大させる必要性を説いて国家総動員法の発動を推進し、また『中央公論』昭和十四年十一月号「事変処理と欧州大戦」という座談会（出席者は、笠信太郎、和田耕作、平貞蔵、牛場信彦、西園寺公一、聽濤克己、角田順、後藤勇）の中では、公然と自由経済の復活と複数政党政治と言論の自由を否定した。
1940年6月から9月にかけて笠は、小川平吉のブレーンであった山本勝市が国民精神文化研究所機関紙上に発表した「笠信太郎氏日本経済の再編成批判」によって批判された。同年10月ヨーロッパ特派員としてドイツ駐在を発令され渡欧するが、戦乱のため帰社の見通しが立たず、東京本社欧米部ヨーロッパ特派員として滞欧を続けることになり、1943年10月スイスへ移動、ベルンに滞在。同地に滞在していたアメリカの情報機関OSS（Office of Strategic Services：アメリカ戦略情報局、CIAの前身）の欧州総局長であったアレン・ダレス（後のCIA長官）を仲介とした、対米和平工作に協力している。和平工作時、スイスから和平締結を求める東郷茂徳外相宛て電報を緒方竹虎（当時内閣顧問）に送付（結果的には未達）したことで、緒方や近衛文麿など、政権中枢とのコネクションを有しているものと米国側に把握されていた。
戦後1948年2月に帰国。同年5月論説委員、同年12月東京本社論説主幹、1949年12月朝日新聞論説主幹、1951年11月取締役論説主幹、1956年12月常務取締役論説主幹となり、1962年12月退任し朝日新聞社顧問となるまで、14年間にわたって論説主幹を務めた。
この時期の朝日新聞社の経営陣は、社主の村山長挙が1960年6月に社長に復帰するまで社長不在であり（村山は1951年11月から1960年6月まで会長）、代表取締役専務取締役の信夫韓一郎、常務取締役・東京本社業務局長の永井大三と笠のトロイカ体制を取っていた。信夫には1949年12月に東京本社編集局長に就任するまで東京での勤務経験がなく、東京の政財界に暗かったため、論説主幹の笠が対外的に朝日を代表する「顔」だった。しかし村山社主家との確執から、まず1960年6月に信夫が、続いて1962年に笠が辞任し（村山長挙の社長復帰翌日付で信夫が代表取締役専務取締役辞任）、1963年12月に村山家が永井を解任したことから村山事件となった。なお、笠の辞任は公式には「健康上の理由」となっている（河谷文夫「記者風伝」）。
1967年12月4日、心筋梗塞のため死去。66歳。

## 言論・活動
東西冷戦が朝鮮戦争となっても全面講和論を主張してGHQの反発を買い、GHQは朝日新聞社に笠の追放を要求したが、長谷部忠社長が激しく拒否した。
1960年の第一次安保闘争において、笠論説主幹は1959年10月18日に朝日新聞西部本社で開かれた第7回全国支局長会議で、1958年秋から「改定はいろいろの観点から欠くことのできないもの、ということが一つの基本方針でわれわれは考えておった」とし、「平和条約とともに安保条約ができた以上は、多少の欠陥があってもこれを誠実に守ってゆかなければならぬというのが私どもの立場で、そして、今日まで来たわけであります」と述べて最初から安保改定に賛成し、反米親ソの立場から安保改定反対運動を展開した日本新聞労働組合連合（新聞労連）の副委員長原寿雄（専従。当時）から「積極的に安保条約を肯定する姿勢をみせたのである」、「『朝日新聞』の態度は、安保改定に基本的には賛成であった」、「既成事実への屈服を追認した」、「政府のチョウチンもちの記事を書いていたのである」と激しく攻撃された。そして6月15日に安保反対デモ隊と警官隊の衝突で東大女子学生が死亡すると、「暴力を排し　議会主義を守れ」という7社共同宣言（6月17日付）を発する中心的役割を担った。この時期、笠は、社会党を離党した西尾末広の民主社会党（民社党の前身）結成を支持する紙面展開を行っており、当時総評議長の太田薫は「『朝日新聞』の論説主幹だった笠さんは西尾を支持し、シンパみたいな立場にあった」、「西尾さんのために援護射撃をやったのだと思う」と述べている。
その後、岸信介首相が退陣すると、宮沢喜一と極秘に接触し、次の首相に朝日新聞OBの石井光次郎を就任させることを宮沢を介して池田勇人に要求するなど、政治的なフィクサーとしても活動した（2009年9月12日毎日新聞/岩見隆夫「近聞遠見」）。
また、恒久平和の実現を目指して、湯川秀樹らと共に世界連邦運動を提唱し続けており、1958年の元旦と1月16日の朝日新聞には「世界連邦を日本の国是とせよ」という社説を掲げている。

## CIAとの関係についての説
有馬哲夫は、笠がCIAと協力関係にあったとしている。
日本が敗色濃厚となった1945年、スイスにおいて、米国OSS（戦略情報局）スイス支局長として活動していたアレン・ダレス（のちのCIA長官）と水面下の和平交渉を行っていた日本人グループは、戦争終結後も、秘密裡に関係を継続することをOSSに申し入れていた。スイス公使館員から朝日新聞チューリヒ特派員に転じていた田口二郎と笹本駿二が、和平交渉に関与する中でOSSとの接触を持っていたことにより、交渉グループの一角となっていた朝日新聞記者たちはそのままOSSの協力者となり、後から赴任してきた笠もその中に加わることとなった。1945年４月12日付のOSS報告書の、「田口二郎と笹本駿二がいる朝日新聞チューリヒ支局の新しいわれわれのエージェントは新しい内閣の顔ぶれに失望している」との記述における"新しいわれわれのエージェント"とされる人物が笠を指しているとみられる。
OSSスイス支局でダレスの部下だったポール・ブルームがGHQ外交局に配属され来日した際、最初に連絡をとったのが笠で、笠が和平交渉日本人の一人であり親しくしていた藤村義朗海軍中佐にそれを伝達、藤村が設立した専門商社「ジュピター・コーポレーション」の社屋にブルームは同居していた。ブルームは日本の指導的知識人との座談会を主催していたが、その日本側の主催者が、ブルーム来日後に朝日新聞に復帰し、翌49年に論説主幹に昇進して"朝日の顔"となった笠である。
1951年にCIAの副長官となったダレスが、笠や藤村海軍中佐ら、終戦工作時の人脈により獲得させた日本人協力者の中に、高校、大学、朝日新聞における笠の先輩で、日本版CIA創設を目指す緒方竹虎と、海上自衛隊創設を目指す海軍大将で駐米大使だった野村吉三郎らがいた。
1961年、ダレスがピッグス湾侵攻作戦の失敗で失脚したためか、その後ろ盾を得ていた笠は、翌62年に論説主幹を辞めることとなった。以降、スイス終戦工作に関しては周囲に口止めした上で、ダレス同様一切語ることはなかった。CIAの対日工作者としては最古参の一人にして中心的な存在でありながら、岸信介と同様、笠の機密ファイルは未だ公開されておらず、CIAとの協力関係の全貌は不詳である。

## 著書

### 単著
- 『シュペングラーの歴史主義的立場』同文館、1928年10月。NDLJP:1177551 NDLJP:1917630。
- 『金・貨幣・紙幣 貨幣問題の批判』大畑書店、1933年3月。NDLJP:1079031。
- 『通貨信用統制批判』改造社〈日本統制経済全集 第2巻〉、1934年3月。
- 『日本経済の再編成』中央公論社、1939年12月。
- 『新しい欧洲』河出書房、1948年9月。
- 『ものの見方について 西欧になにを学ぶか』河出書房〈市民文庫 第1〉、1951年3月。
  - 『ものの見方について 西欧になにを学ぶか』角川書店〈角川文庫〉、1957年8月。
  - 『ものの見方について』（改訂新版）南窓社、1966年4月。
  - 『ものの見方について』（改訂新版）角川書店〈角川文庫〉、1966年7月。[15]
  - 『ものの見方について』朝日新聞社〈朝日文庫〉、1987年4月。ISBN 9784022604378。
  - 『ものの見方について』（改訂新版）KADOKAWA〈角川文庫〉、2018年8月。ISBN 9784044004255。
- 『いかに考へるか』みすず書房〈教養の書 第2〉、1951年。
- 『西洋と日本』朝日新聞社〈朝日常識講座 6〉、1953年1月。
- 『今日の日本の課題について』中小企業研究所〈中小企業講演 第32号〉、1954年3月。
- 『新聞の読み方に関する十二章』中央公論社、1954年6月。
- 『ジャーナリズムと自由』全日本広告連盟、1959年7月。
- 『“花見酒"の経済』朝日新聞社、1962年2月。
  - 『“花見酒"の経済』朝日新聞社〈朝日選書〉、1976年4月。
  - 『“花見酒"の経済』朝日新聞社〈朝日文庫〉、1987年6月。
- 『随想集 お城と勲章』角川書店〈角川文庫〉、1962年4月。
- 『いかにして二十世紀を生きのびるか』文藝春秋新社、1964年4月。
- 『日本の姿勢 戦後二十年』南窓社、1965年4月。
- 『なくてななくせ』暮しの手帖社、1966年7月。
  - 『なくてななくせ』朝日新聞社〈朝日文庫〉、1987年5月。ISBN 9784022604385。
- 『知識と知恵』文藝春秋〈人と思想〉、1968年2月。
- 『事実を視る』講談社〈思想との対話 11〉、1968年2月。
- 『良識と生命』大和書房〈わが人生観 15〉、1970年5月。
- 『論理について』講談社〈講談社学術文庫〉、1976年6月。
- 『笠信太郎』晶文社〈21世紀の日本人へ〉、1998年12月。ISBN 9784794947130。

### 編集
- 『資本主義の運命』河出書房〈経済学新大系 第12巻〉、1952年8月。
- 『現代』角川書店〈図説世界文化史大系 25〉、1960年4月。
- 『日本の百年』社会思想社、1966年10月。
  - 『日本の百年』（新装版）社会思想社、1968年12月。

### 翻訳
- カール・カウツキー『金融資本と恐慌 ヒルファディング『金融資本論』批判』叢文閣、1927年6月。
- ゲオルギー・プレハーノフ『ヘーゲル論』同人社書店、1927年11月。NDLJP:1121675。
  - ゲオルギー・プレハーノフ『ヘーゲル論』岩波書店〈岩波文庫〉、1934年5月。
- ヴァルガ・イェネー『金と物価 一貨幣価値論争』我等社〈我等叢書 別冊2〉、1927年8月。

### 共著
- 森戸辰男、笠信太郎『剰余価値学説略史』改造社〈経済学全集 第50巻〉、1933年7月。
- 坂西志保、中島健蔵、笠信太郎『一人の生命は全地球よりも重し』南窓社、1967年2月。

### 全集
- 『世界と日本』朝日新聞社〈笠信太郎全集 第1巻〉、1969年3月。
  - 戦後二十年——国際情勢のなかで
  - 終戦直後の欧州から
  - 日本に帰って
  - 歴史の潮流にさおさして
  - 憲法と世界連邦
  - 政治のあり方
  - 政治随想
- 『戦時インフレーション』朝日新聞社〈笠信太郎全集 第2巻〉、1969年4月。
  - 通貨信用統制批判
  - 準戦時統制経済
  - 日本経済の再編成
- 『成長経済のゆくえ』朝日新聞社〈笠信太郎全集 第3巻〉、1968年11月。
  - 戦後日本のインフレーション風景
  - “花見酒”の経済
  - 日本経済のヴィジョン
  - 終戦後のヨーロッパ経済を見る
- 『知恵の構造』朝日新聞社〈笠信太郎全集 第4巻〉、1968年12月。
  - ものの見方について
  - 西洋と日本
  - 知恵の構造
- 『私の人間像・日本像』朝日新聞社〈笠信太郎全集 第5巻〉、1969年2月。
  - なくてななくせ
  - 日本の姿勢——道徳と教育
  - 私の人間像
  - この人を見よ
  - 一人の生命は全地球よりも重し
- 『新聞人として・身辺雑記』朝日新聞社〈笠信太郎全集 第6巻〉、1969年5月。
  - 新聞人として
  - 旅のあわれ
  - 自適もままならず
  - 日記・書簡・年譜
- 『朝日新聞社説十五年』朝日新聞社〈笠信太郎全集 第7巻〉、1969年1月。
  - 昭和23～37年諸社説
- 『思想・経済・経済学』朝日新聞社〈笠信太郎全集 第8巻〉、1969年6月。
  - シュペングラーの歴史主義的立場
  - 米穀関税調査
  - 金・貨幣・紙幣